# Bradbury, New South Wales
Bradbury este o suburbie în Sydney, Australia.